# هكذا ظهر جيل صلاح الدين (كتاب)
كتاب هكذا ظهر جيل صلاح الدين وهكذا عادت القدس للمؤلف: ماجد عرسان الكيلاني، مواليد الأردن، ماجستير في التاريخ الإسلامي -الجامعة الأمريكية ببيروت وماجستير في التربية من الجامعة الأردنية، دكتوراة في التربية من جامعة بتسبرغ - بنسلفانيا - الولايات المتحدة). ألفه سنة 1993.

## عرض الكتاب
يقول في المقدمة: إن هذا الكتاب دعوة إلى إعادة قراءة تاريخنا واستلهام نماذجه الناجحة، ودعوة إلى فقه سنن التغيير وكيف ان ظاهرة صلاح الدين ليست ظاهرة بطولة فردية خارقة ولكنها خاتمة ونهاية ونتيجه مقدرة لعوامل التجديد ولجهود الامة المجتهدة، وهي ثمرة مائة عام من محاولات التجديد والإصلاح. وبذلك فهي نموذج قابل للتكرار في كل العصور.
هذا الكتاب هو فاتحة سلسلة جديده عن حركات الإصلاح في تاريخ الامة الإسلامية. وهو يتعرض اولا للتكوين الفكري للمجتمع الإسلامي قبل الحروب الصليبية، واثار اضطراب الحياة الفكرية على الحياة الاقتصادية والاجتماعية والسياسية في ذلك الوقت، ثم يتحدث عن مراحل الإصلاح فيبدا بالمحاولات السياسية للإصلاح ويخص منها دور الوزير في نظام الملك ثم مشروعات التجديد والإصلاح الفكرية والتربوية، ويستعرض منها ادوار عدد غير قليل من الائمة المصلحين كالإمام أبو حامد الغزالي، وعبد القادر الكيلاني وعدي بن مسافر، ورسلان الجعبري وعثمان بن مرزوق القرشي، ويبين الاثار العامة لهذه المحاولات والمشروعات الإصلاحية، ويحلل هذه الاثار ويقومها، ويخرج في النهاية بقوانين وسنن تاريخية مع بيان تطبيقاتها المعاصرة في الامة.

## ملخص هكذا ظهر جيل صلاح الدين
قام عدد من الباحثين بأختصاره وتلخيصه ومنهم أيمن جمال الدين الكيلاني ، بقوله: قام الغزالي وبعده عبد القادر الكيلاني بحركة تجديدية في بث روح الإيمان وفتح مدرسته ببغداد معتمداً فيها على الوقف الخيري، تغذية وسكن لرواد المدرسة، ثم انطلق رواد المدرسة في سائر أقاليم العالم الإسلامي وعلى نفس المدرسة نهجاً وممارسة، فتحوا قرابة “400” مدرسة، وكان الشعار هو “لكلّ مذهبه الفقهي والفكري وهدفنا واحد هو تحرير القدس من نير الاحتلال الصليبي” الذي جثم عليها قرابة “90” عاماً لقد اعتمد الجيلاني منهجاً سلوكياً في التزكية ـ صناعة الإنسان على مائدة الإيمان ـ وفعلاً نجح الجيلاني في إعداد جيل “الرواد” الذين حملوا الفكرة ثم نشروها عبر مدارسهم في سائر الأقاليم فظهر جيل جديد من الجنسين حيث سجل التاريخ نساءً بدرجة الإفتاء في الشام “فقط في الفترة التي تولى فيها صلاح الدين الأيوبي” بلغ العدد “800” امرأة خريجات مدرسة الجيلاني الأصلية أو فروعها! ليأتي صلاح الدين على قمة جيل يفور حيوية وتضحية، منسجم الرؤية “في قواسم مشتركة” أبرزها تطهير القدس من رجس الاحتلال وكذا احترام الآخر أياً كان مذهبه الفكري أو الفقهي، وكذا الزهد في الدنيا ـ بأن يجعلوها في اليد لافي القلب وهذا أكد عليه الجيلاني في خطابه تكراراً أو مراراً ودعا للأخذ بالأسباب مخالفاً ومحارباً لما كان قد ترسخ في الخطاب الصوفي المنحرف، مؤكداً أن ترك الأسباب مخالف للشريعة، إذ لا فرق بين تارك الأخذ بالأسباب وتارك الصلاة التي تعد من أقوى الأسباب المانعة من الوقوع في الفحشاء والمنكر، وكذا سائر الشعائر التعبدية.
كما أن الجيلاني استفاد من تجارب المدارس الإصلاحية التي سبقته كمدرسة أستاذه “أبي حامد الغزالي” التي كانت ضمن المدرسة الفكرية النظامية، حيث كان الداعم لمدرسة الغزالي، الوزير السلجوقي نظام الملك وهنا استفاد الجيلاني من فكرة المدرسة النظامية وبنفس المنهج التزكوي، الجيلاني رفع شعاره “لكل مذهبه....في إطار الكتاب والسنة”.
المصادر التاريخية الأصلية التي أرّخت للأحداث التي يتناولها هذا البحث، والتراث الثقافي الذي ينقل صورة المجتمع الذي عاصرها، والآثار التي تركها الذين عاصروا تلك الوقائع وشاركوا فيها, تبين بوضوح أن صلاح الدين لم يكن في بدايته سوى خامة من خامات جيل جديد، مر في عملية تغيير غيرت ما بأنفس القوم من أفكار وتصورات وقيم وتقاليد وعادات، ثم بوأتهم أماكنهم التي تتناسب مع استعدادات كل فرد وقدراته النفسية والعقلية والجسدية، فانعكست آثار هذا التغيير على أحوالهم السياسية والاقتصادية والاجتماعية والعسكرية، وسددت ممارستهم ووجهت نشاطاتهم. والذين قادوا عملية التغيير هم أناس عاشوا قسوة الأحداث، وتجرعوا مرارة التجارب والأخطاء والإغراق في الفكر والممارسات العملية، وذاقوا حلاوة الإصابة وخلصوا من ذلك كله إلى تغييرها بأنفسهم أولا ثم إلى بلورة تصورات معينة واستراتيجية خاصة انتهت بهم إلى وجوب تكامل الميادين والتخصصات والى تضافر جميع الهيئات والجماعات. وبعد ذلك كله مضوا في تنفيذ هذه الاستراتيجية طبقا لخطوات مرحلية متنافسة مقدرة انتهوا فيها إلى الخطوة الأخيرة. وهي إعلان التعبئة العامة والجهاد العسكري. 
وكان مقدار النجاح الذي حققوه في جهادهم متناسبا مع درجة الصواب والإخلاص في استراتيجياتهم. ولا شك أن وقوف القارئ على تفاصيل هذا التغيير ومظاهره ومراحله التي جرت في المجتمع الإسلامي سواء في المرحلة التي مهدت للغزو الصليبي آنذاك، أو المرحلة التي هيأت الأمة لدفع هذا الغزو، يقدم الدرس المفيد في محنتنا التي تواجه إزاء عوامل الضعف التي تعمل في كياننا من داخل والأخطار التي تهددنا من خارج!! وهذا هو ما استهدفته هذه الدراسة التحليلية للتاريخ بغية الإسهام في تبصير المسلمين وقياداتهم الفكرية والسياسية والاجتماعية والتربوية للاستراتيجية الصائبة في حشد الطاقات وتؤهلهم لمواجهة التحديات.

## رابط تحميل الكتاب
- كتاب: هكذا ظهر جيل صلاح الدين وهكذا عادت القدس (نسخه الكترونيه من الكتاب، المكتبة الوقفية).